# Природен газ
Природният газ е смес от газове, образували се в недрата на Земята при анаеробното разлагане на органични вещества.
Природният газ се отнася към полезните изкопаеми, използвани най-вече като гориво. В пластовете на земните недра той се намира в газообразно състояние – във вид на отделни натрупвания (газови залежи) или във вид на газова „шапка“ над нефтогазовите местонаходища, а също и в разтворено състояние в нефт или вода. При нормални условия (101,325 kPa и 0 °C) природният газ се намира само в газообразно състояние. Природният газ може да се намира и в кристално състояние под формата на естествени газохидрати.
Природният газ е важен енергиен ресурс.

## Физични свойства
Природният газ е смес основно от въглеводороди от алкановия хомоложен ред с обща формула CnH2n+2: метан (СН4) – от 92 до 98%, етан (С2Н6), пропан (С3Н8), и незначителни количества по-тежки въглеводороди като бутан (С4Н10), пентан (С5Н12), хексан (С6Н14) и други. В почти всички видове природен газ се съдържат азот (N2) и въглероден диоксид (СО2), а по-рядко – сероводород (Н2S) и инертни газове. В природния газ освен изброените елементи се съдържат прах и водни пари, разтворени в него при контакта му с пластовата вода в земните недра.
Метанът се втечнява при –161 °С и е по-лек от въздуха. При концентрация на природен газ от 5 до 15% във въздуха сместа е взривоопасна, което го прави доста по-безопасен от пропан-бутана и голяма част от леките течни горива, които в много по-малка концентрация предизвикват експлозия. Температурата на самозапалване на природния газ е 537°С. Основните продукти при изгарянето му са въглероден диоксид и водни пари.
Газът няма мирис и от съображения за сигурност, за да бъде забелязвано изтичането му, към него се добавя химикал, наречен одорант с рязка, лесно различима неприятна миризма, напомняща гнило зеле, чесън и развалени яйца. Най-често като одорант се използват различни тиоли (меркаптани), например етилмеркаптан (16 g на 1000 m³ природен газ).

## Изкопаемо гориво
Древните китайци първи използвали природен газ, за да изпаряват морска вода и да добиват сол. Сър Хъмфри Дейви още през 1813 г. прави ред анализи и заключава, че рудничният газ е смес от метан с малко количество азот и въглероден диоксид – т. е. той е качествено тъждествен по състав с газа, отделящ се от блатата (т. е. с природния газ). Преди 1830 г. нефтотърсачите в САЩ смятали природния газ за отпаден продукт и го изгаряли на място. От 70-те години на XIX в. започнало транспортирането на природен газ по тръби до американските градове.

## Транспортиране на газа
Природният газ основно се пренася чрез тръбопроводи. Газът под налягане от 7,5 MPa се пренася по тръби с диаметър до 1,42 m. При движението си по тръбопровода газът губи потенциалната си енергия вследствие на триенето (както между газа и стената на тръбата, така и между слоевете на самия газ) и се затопля. Затова през определени разстояния се строят компресорни станции, в които газът се компресира до налягане от 5,5 до 12 MPa и след това се охлажда. Строежът и обслужването на тръбопроводите е доста скъпо, но все пак това е най-евтиният от гледна точка на начални капиталовложения и организация начин за транспортиране на газа на неголеми и средни разстояния.
Освен тръбопроводния транспорт, широко се използват и специални танкери – газовози. Това са кораби, с които газът се превозва във втечнено състояние в специални изотермични съдове при температура от −160 до −150 °С. За да се втечни, газът се охлажда с течен азот при повишено налягане. Степента на това повишение достига 600 пъти в зависимост от нуждите. За да се транспортира газът по този начин, необходимо е да се прекара газопровод от находището до най-близкия морски бряг, на брега да се построи терминал (който е значително по-евтин от обикновено пристанище), на който газът се втечнява и се товари на танкери, и да се осигурят самите танкери. Обикновено вместимостта на съвременните танкери е от 150 000 до 250 000 m³. Този метод на транспортиране е значително по-икономичен от тръбопроводния, стига разстоянието до потребителя на втечнения газ да е над 2000 – 3000 km, но се изискват по-високи начални вложения в инфраструктура, отколкото при тръбопроводния метод. Към достойнствата му се отнася и фактът, че втечненият газ е много по-безопасен при превоз и съхранение, отколкото сгъстеният.
През 2004 г. международните доставки на газ по тръбопроводи са били 502 млрд. m³, а на втечнен газ – 178 млрд. m³.
Има и други технологии за транспортиране на газа, например с помощта на железопътни вагони-цистерни.

## Употреба
Природният газ се използва широко като гориво в жилищни, частни и апартаментни сгради за отопление, отопление на вода и готвене; като гориво за автомобили (газово оборудване за автомобили, газови двигатели), котелни, топлинни централи, различно оборудване и др. Използва се в химическата промишленост като суровина за различни органични вещества, например пластмаси. За да се открива теч на газ без използване на специални устройства, към него се добавя етантол с остра характерна миризма в безвредни концентрации.

### В България
В България под 5% от населението използва природен газ в дома като крайно гориво за отопление, топла вода и готвене. Газопреносната мрежа достига само до 60 общини от общо 264. Средното брутно потребление за всички нужди на глава от населението към 2016 г. е около 400 m³, докато в Европа е около 800 m³. Продажбите в България към 2016 г. са около 3,5 млрд. m³ годишно.